# Станоевич, Милош
Ми́лош Стано́евич (серб. Милош Станојевић / Miloš Stanojević; 27 мая 1984, Белград) — сербский гребец, выступает за национальную сборную Сербии по академической гребле с 2007 года. Бронзовый призёр чемпионата мира, трёхкратный бронзовый призёр чемпионатов Европы, победитель и призёр многих регат национального значения.

## Биография
Милош Станоевич родился 27 мая 1984 года в Белграде. Активно заниматься греблей начал в возрасте тринадцати лет в 1997 году, проходил подготовку в столичном гребном клубе «Галеб».
Дебютировал на международной арене в 2006 году, приняв участие в молодёжном чемпионате мира в бельгийском Хацевинкеле. В следующем сезоне уже попал во взрослую гребную команду Сербии и впервые выступил на Кубке мира по академической гребле.
Первого серьёзного успеха на взрослом международном уровне добился в сезоне 2009 года, когда вошёл в основной состав сербской национальной сборной и побывал на чемпионате Европы в белорусском Бресте, откуда привёз награду бронзового достоинства, выигранную в зачёте безрульных распашных четвёрок лёгкого веса совместно с партнёрами Неманей Нешичем, Ненадом Бабовичем и Милошем Томичем — лучше них финишировали только команды Франции и Германии.
В 2011 году с теми же партнёрами Станоевич выступал на европейском первенстве в болгарском Пловдиве, где вновь стал бронзовым призёром в лёгких четвёрках без рулевого, на этот раз их обошли сборные команды Италии и Чехии. Год спустя на чемпионате Европы в итальянском Варесе добавил в послужной список ещё одну бронзовую награду в безрульных четвёрках лёгкого веса, выигранную с Ненадом Бабовичем, Милошем Томичем и Николой Селаковичем — в финале им удалось обогнать все экипажи кроме итальянского и британского.
Благодаря череде удачных выступлений в 2015 году Милош Станоевич удостоился права защищать честь страны на чемпионате мира в Эглебетт-ле-Лак — стартовал здесь в лёгких одиночках, добрался до главного финала «А» и финишировал там третьим, завоевав тем самым бронзовую медаль. На мировом первенстве 2016 года в Роттердаме был в той же дисциплине шестым. В безрульных распашных четвёрках лёгкого веса пытался пройти отбор на летние Олимпийские игры в Рио-де-Жанейро, но на квалификационной регате в швейцарском Люцерне не дошёл со своим экипажем даже до финала.